# Uraga hyalina
Uraga hyalina là một loài bướm đêm thuộc phân họ Arctiinae, họ Erebidae.